# ربیع الکاخی
ربیع الکاخی (عربی: ربيع جميل نجيب الكاخي؛ زادهٔ ۹ اوت ۱۹۸۴) بازیکن فوتبال اهل لبنان بود.
از باشگاه‌هایی که در آن بازی کرده‌است می‌توان به باشگاه ورزشی صفا اشاره کرد.
وی همچنین در تیم‌های ملی فوتبال لبنان و تیم ملی فوتسال لبنان بازی کرده‌است.